# Recuento de cráteres

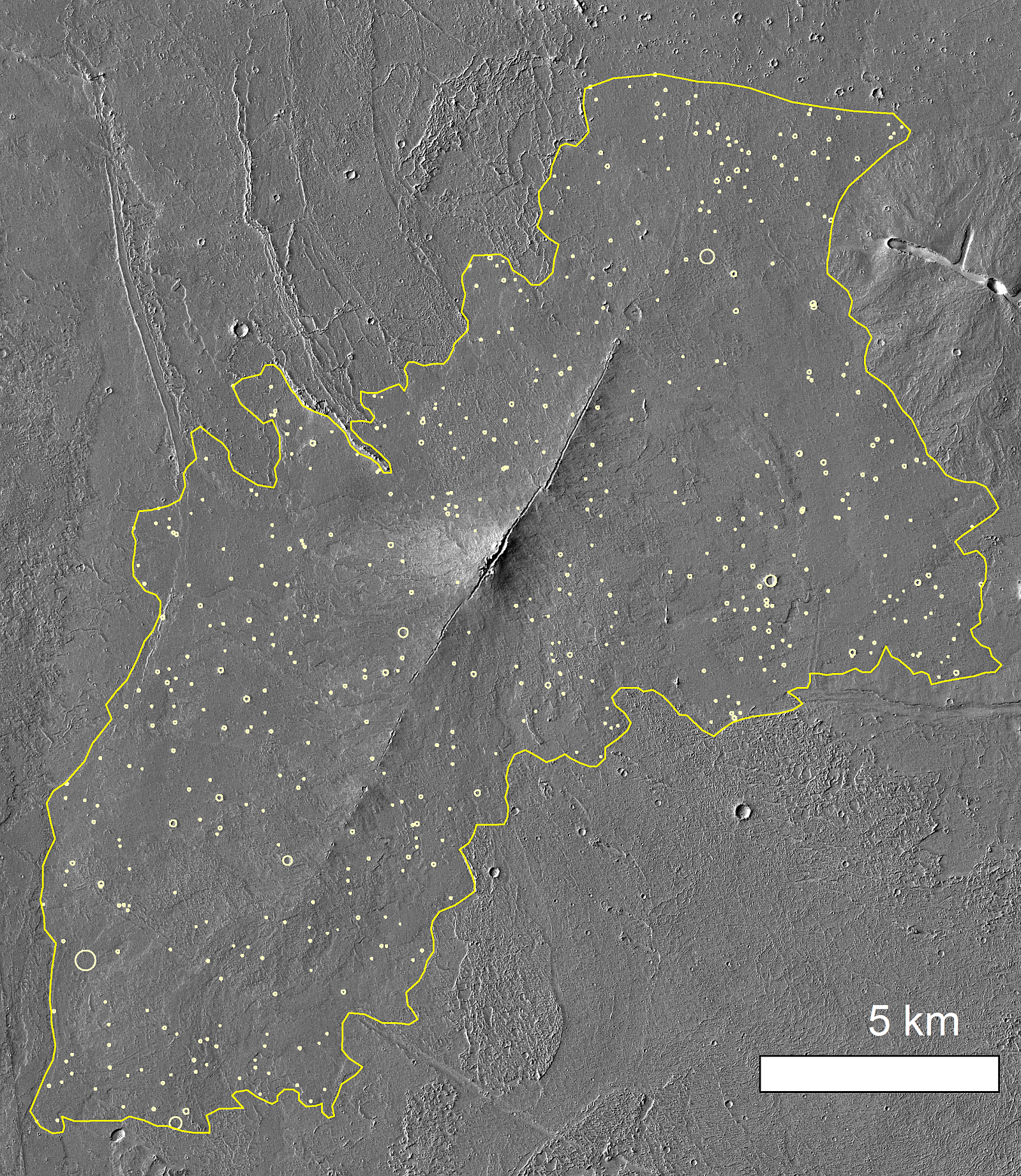
Volcán en escudo de la región de Tharsis (Marte), con su límite marcado en color amarillo. Los círculos representan los cráteres de impacto localizados en el área analizada para su recuento.

El recuento de cráteres es un método para estimar la edad de la superficie de un planeta. Está basado en el  supuesto de que una superficie recién formada (por ejemplo, una colada de lava) y por lo tanto, carente de marcas,  acumula con el paso del tiempo cráteres de impacto con una tasa determinada. A mayor densidad de impactos, mayor antigüedad potencial de una zona. El método ha sido calibrado utilizando las edades calculadas por distintos métodos de muestras recogidas en la Luna.

## Recuento de cráteres en Marte
La exactitud de las estimaciones de edad  por recuento de impactos en superficies recientes de Marte ha sido cuestionada debido a la formación de grandes cantidades de cráteres secundarios. Por ejemplo, en el caso del impacto que creó el cráter Zunil, se  produjeron unos cien cráteres secundarios, algunos a más de 1000 km del impacto primario. Si impactos similares también hubieran producido cantidades comparables de cráteres secundarios, esto podría significar que zonas particulares de Marte inicialmente libres de impactos, podrían haber sido "salpicadas" por los materiales proyectados debido a la colisión generadora de un gran cráter primario, lo que podría confundirse con la acumulación de unos pocos pequeños impactos primarios desde la formación de la superficie.

## Lecturas relacionadas
- McEwen, A; Bierhaus, E (2006). «The importance of secondary cratering to age constraints on planetary surfaces». Annual Review of Earth and Planetary Sciences 34: 535-567. Bibcode:2006AREPS..34..535M. doi:10.1146/annurev.earth.34.031405.125018. : 535@–567. Bibcode:2006AREPS..34..535M. doi:10.1146/annurev.Tierra.34.031405.125018.